# 盔鼩鼱屬
盔鼩鼱屬（學名：Scutisorex），哺乳綱鼩鼱科的一屬哺乳动物，而與盔鼩鼱屬（盔鼩鼱）同科的動物尚有斯里蘭卡長爪鼩鼱屬（斯里蘭卡長爪鼩鼱）、臭鼩屬（黑臭鼩）、東非鼩鼱屬（東非鼩鼱）、斯里蘭卡鼩鼱屬（斯里蘭卡鼩鼱）等之數種哺乳動物。

## 下属物种
本属包括以下物种：
- 英雄鼩鼱 Scutisorex somereni (Thomas, 1910)
- 索爾鼩鼱 Scutisorex thori Stanley, Malekani & Gambalemoke, 2013